# Викторово (станция)
Викторово — железнодорожная станция Октябрьской железной дороги. Расположена в одноимённом пристанционном посёлке Шишковского сельского поселения Бежецкого района Тверской области с населением 29 человек. На станции ежедневно останавливается пригородный поезд Бологое-Сонково. 

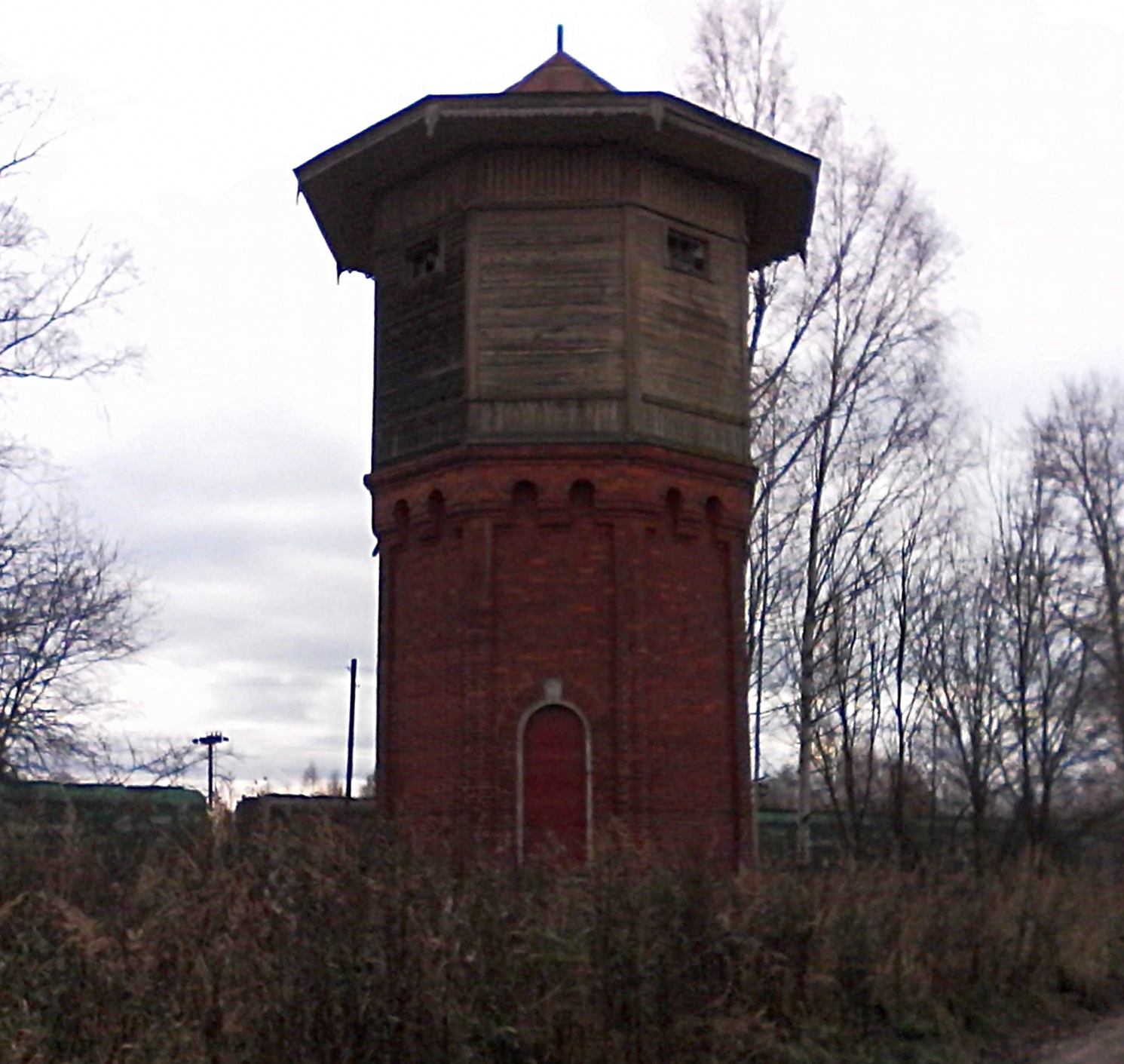
Водонапорная башня на станции

## История
Была открыта в 1870 году как станция Рыбинско-Бологовской железной дороги. При открытии и в течение XIX века называлась Веречье. Сохранилась водонапорная башня для обслуживания паровозов.